# Tatjana Kruse
Tatjana Kruse (* 20. Februar 1960 in Kirchheim/Teck) ist eine deutsche Schriftstellerin und Dramatikerin.

## Leben
Tatjana Kruse wuchs in Schwäbisch Hall auf. Sie hatte lange als Literaturübersetzerin u. a. von Jeffrey Archer, Sadie Matthews und Shirley MacLaine gearbeitet, bevor sie ab 1996 Kurzkrimis schrieb. Für ihren ersten Kurzkrimi Cool-Man schlägt zu erhielt sie den Marlowe-Preis der Raymond-Chandler-Gesellschaft, ihre Geschichte Porentief rein wurde mit dem Fancy Media Preis ausgezeichnet.
Seit dem Jahr 2000 schreibt sie auch Kriminalromane. Im Jahr 2005 erhielt sie den Nordfälle-Preis und wurde Krimistadtschreiberin von Flensburg.
Ihre Kurzkrimis wurden ins Koreanische, Bulgarische und Englische übersetzt, ihr Kriminalroman Wuchtbrummenalarm erschien auch auf Russisch.
Sie ist Mitglied im „Syndikat“ und tritt regelmäßig bei Krimi-Events wie der Criminale, Mord am Hellweg, dem Münchner Krimifestival, Zürich liest, der Wiener Kriminacht, dem Krimifest Tirol, dem Salzburger Krimifest „PENG!“ oder den Ostfriesischen Krimitagen auf. Außerdem ist sie Mitglied im PEN-Zentrum Deutschland.
Mit dem Autoren-Kollektiv „Die Acht“ schrieb sie die Boulevard-Krimikomödie „Halbpension mit Leiche“. Im Jahr 2022 gewann sie den Inszenierungspreis „Große Freiheit Schreiben“ des Ohnsorg-Theaters in Hamburg.

## Werke (Auswahl)
- Die Wuchtbrumme, S. Fischer Verlag, 2000, ISBN 978-3-596-14704-5.
- Achtung: Wuchtbrumme, Goldmann Verlag, 2001, ISBN 978-3-442-44994-1.
- Das Buch der Fülle, Frauenoffensive, 2001, ISBN 978-3-88104-340-3.
- Die Wuchtbrumme kehrt zurück, Goldmann Verlag, 2002, ISBN 978-3-442-45266-8.
- Wuchtbrummenalarm, Goldmann Verlag, 2003, ISBN 978-3-442-45528-7.
- Das Buch der Kraft, Frauenoffensive, 2004, ISBN 978-3-88104-366-3.
- Küss mich, Schatz!, Goldmann Verlag, 2006, ISBN 978-3-442-46164-6.
- Tatort Niederrhein II, Leporello, 2007, ISBN 978-3-936783-24-7.
- Vorsicht: Stufen!, Swiridoff-Verlag, 2007, ISBN 978-3-89929-113-1.
- Wie klaut man eine Insel?, Leda-Verlag, 2007, ISBN 978-3-934927-96-4.
- Nur ein toter Maler ist ein guter Maler, Leda-Verlag, 2009, ISBN 978-3-939689-26-3.
- Kreuzstich, Bienenstich, Herzstich: Kommissar Seifferheld ermittelt, Droemer Knaur Verlag, 2010, ISBN 978-3-426-50367-6.
- Klappe zu, Gatte tot, KBV, 2010, ISBN 978-3-940077-82-0.
- Nadel, Faden, Hackebeil: Kommissar Seifferheld ermittelt, Droemer Knaur Verlag 2011, ISBN 978-3-426-50428-4.
- Kurzgeschichte in Junger Mann zum Mitreisen gesucht von Anne Hertz, Knaur Verlag 3/2012
- Finger, Hut und Teufelsbrut: Kommissar Seifferheld ermittelt, Droemer Knaur Verlag, 2012, ISBN 978-3-426-51050-6.
- Jeder Mann ein Treffer, Droemer Knaur Verlag, 2012, ISBN 978-3-426-22625-4.
- Kalte Platte, KBV Verlag, 2012, ISBN 978-3-942446-63-1.
- Gestickt, gestopft, gemeuchelt: Kommissar Seifferheld ermittelt, 2013, Knaur Verlag
- Sticken, stricken, strangulieren: Kommissar Seifferheld ermittelt, 2014, Knaur Verlag, ISBN 978-3-426-51428-3.
- Der Tod stickt mit: Kommissar Seifferheld ermittelt, 2015, Knaur Verlag, ISBN 978-3-426-51429-0.
- Grabt Opa aus!, 2014, Haymon Verlag, ISBN 978-3-85218-956-7.
- Ein Männlein hängt im Walde, 2015, KBV Verlag, ISBN 978-3-95441-235-8.
- Bei Zugabe Mord!, 2015, Haymon Verlag, ISBN 978-3-85218-977-2.
- Glitzer, Glamour, Wasserleiche, 2016, Haymon Verlag, ISBN 978-3-85218-978-9.
- Der Gärtner war's nicht, 2017, Insel Verlag, ISBN 978-3-458-36265-4.
- Meerjungfrauen morden besser, 2018, Insel Verlag, ISBN 978-3-458-36355-2.
- Manche mögen's tot, 2019, Insel Verlag, ISBN 978-3-458-36410-8
- Schwund, 2021, Insel Verlag, ISBN 978-3-458-68156-4.
- Es gibt ein Sterben nach dem Tod, 2022, Haymon Verlag, ISBN 978-3-7099-8172-6.
- Strippen statt sticken! 2023, Haymon Verlag, ISBN 978-3-7099-8404-8.
- Schöner sterben auf Sylt. 2024, Insel Verlag, ISBN 978-3-4587-7979-7.
- Tagebuch einer Wasserleiche aus dem Canale Grande, Haymon Verlag, ISBN 978-3-7099-8196-2.